# Onshoring
Onshoring staat voor het inzetten van personeel uit een ander land in een project, in het land van herkomst van dat project.

## Onshoring opITgebied
Outsourcing en offshoring zijn voorbeelden van de effecten van mondialisering op bedrijfsvoeringen. Toch blijkt dit niet altijd de ideale oplossing te zijn om het succes van een IT project te waarborgen. Er zijn enkele elementen die vaak over het hoofd worden gezien, die van essentieel belang zijn voor het proces, waardoor de mogelijkheid bestaat geen optimaal resultaat te behalen. Voorbeelden die kunnen leiden tot mislukkingen zijn taalbarrières, cultuurverschillen en afstand (verlies van controle).
Een van de mogelijke alternatieven om de negatieve effecten te omzeilen maar toch te genieten van de voordelen is onshoring. Waar offshoring processen verplaatst en uitbesteed aan derden in andere landen, is onshoring juist het behouden van het project in eigen land en het in eigen beheer houden. Zodoende wordt de kenniseconomie van het thuisland in stand gehouden, maar wordt er gebruikgemaakt van inzet van kenniswerkers.
Binnen de IT heerst sinds enkele jaren de trend om grote projecten uit te besteden naar lagelonenlanden.  Dit gebeurt vaak om kosten te verlagen alsmede efficiënt gebruik te maken van arbeid, kapitaal, technologie en resources. Toch heeft dit ertoe geleid dat een significant aantal projecten hebben gefaald waardoor de uiteindelijke kostenvoordelen teniet zijn gedaan. Een andere trend binnen de IT is dat het aanbod van specialisten juist af is genomen, hierdoor ontstaat een hevige concurrentie om personeel. IT projecten komen in het geding doordat er niet genoeg capaciteit kan worden ingezet voor de uitvoering.
Onshoring zet internationale kenniswerkers in op projecten binnen de eigen landgrenzen. Deze specialisten werken zij aan zij met de eigen medewerkers van de organisatie intern of extern bij een klant. Dit is een vorm waarin flexibel personeel uit het buitenland kan worden ingezet om capaciteit uit te bouwen maar tevens deze kenniswerkers voor een lange termijn te verbinden aan de organisatie. De aanname dat locatie van minder belang is door de globalisering van de wereld vervalt daar onshoring het belang van locatie voorop stelt. Door onshoring kan er beter controle worden gehouden op projecten alsmede het personeel dat hierin werkt. Het project heeft een lagere kans op falen doordat de nadelen van outsourcing en offshoring verminderen.  
Onshoring heeft gevolgen voor de gehele structuur van de IT industrie voornamelijk doordat personeel in ieder deel van de wereld kan worden ingezet met afname van de negatieve effecten van afstand.